# Nowy Probark
Nowy Probark [ˈnɔvɨ ˈprɔbark] (deutsch Proberg, auch: Neu Proberg) ist ein Dorf in der polnischen Woiwodschaft Ermland-Masuren. Es gehört zur Gmina Mrągowo (Landgemeinde Sensburg) im Powiat Mrągowski (Kreis Sensburg).

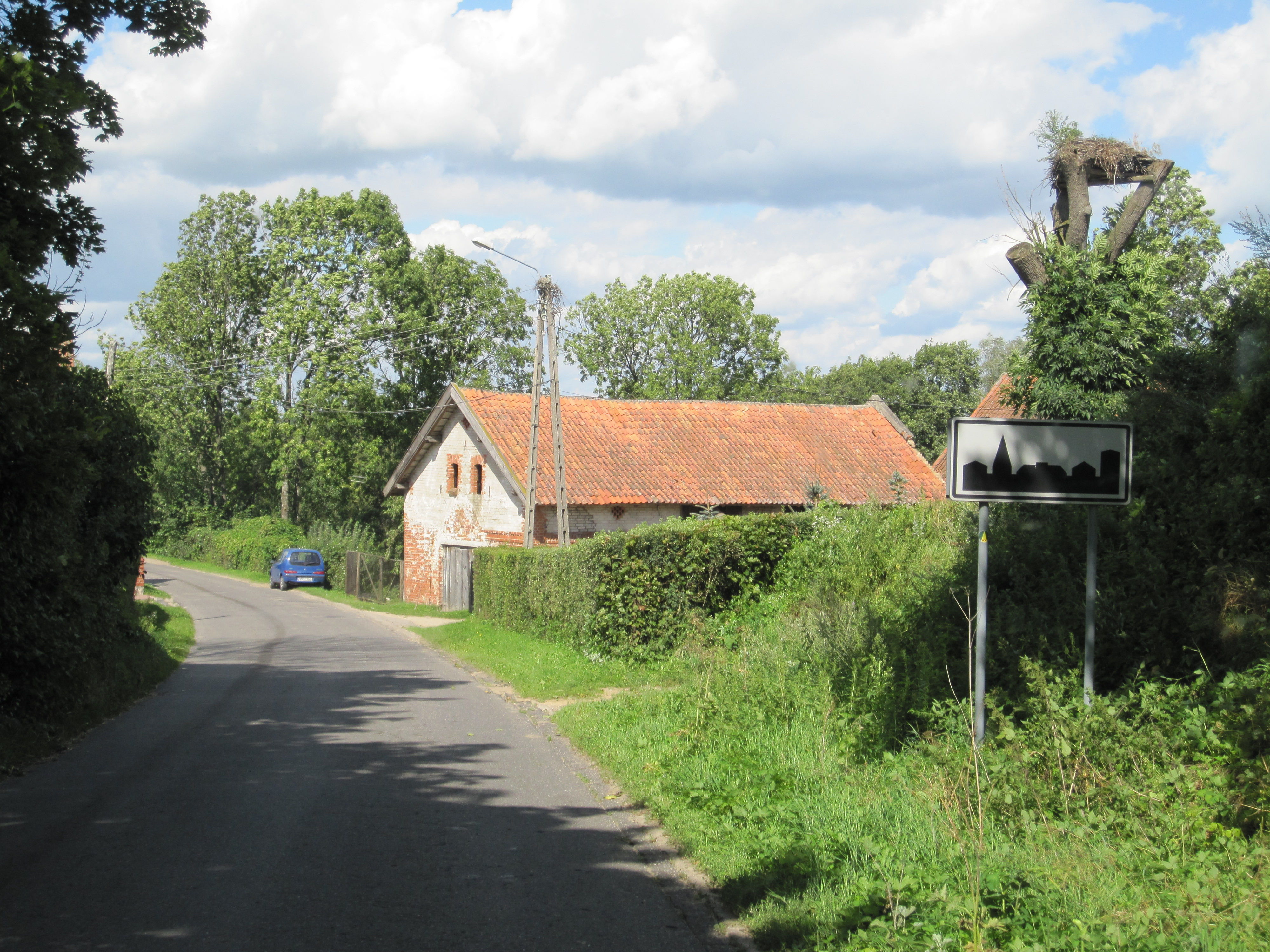
Ortseinfahrt

## Geographische Lage
Nowy Probark liegt am Nordufer des Probergsees (polnisch Jezioro Probarskie) in der südlichen Mitte der Woiwodschaft Ermland-Masuren, neun Kilometer südöstlich der Kreisstadt Mrągowo (deutsch Sensburg).

## Geschichte
Proberg (polnisch Probark) wurde 1785 als ein köllmisches Dorf mit 45 Feuerstellen genannt. Am 8. April 1874 wurde das Dorf Amtsdorf und damit namensgebend für einen Amtsbezirk, der bis 1945 bestand und zum Kreis Sensburg im Regierungsbezirk Gumbinnen (ab 1905: Regierungsbezirk Allenstein) in der preußischen Provinz Ostpreußen gehörte. In die Gemeinde Proberg war der wenige Kilometer nördlich gelegene Wohnplatz Neu Proberg  eingegliedert.
Aufgrund der Bestimmungen des Versailler Vertrags stimmte die Bevölkerung in den Volksabstimmungen in Ost- und Westpreussen am 11. Juli 1920 über die weitere staatliche Zugehörigkeit zu Ostpreußen (und damit zu Deutschland) oder den Anschluss an Polen ab. In Proberg stimmten 220 Einwohner für den Verbleib bei Ostpreußen, auf Polen entfielen keine Stimmen.
In Kriegsfolge kam Proberg 1945 mit dem gesamten südlichen Ostpreußen zu Polen und erhielt die polnische Namensform „Nowy Probark“. Heute ist es eine Ortschaft im Verbund der Gmina Mrągowo (Landgemeinde Sensburg) im Powiat Mrągowski (Kreis Sensburg), bis 1998 der Woiwodschaft Olsztyn (Allenstein), seither der Woiwodschaft Ermland-Masuren zugehörig.

### Amtsbezirk Proberg
In den Amtsbezirk Proberg, der von 1874 bis 1945 bestand, waren eingegliedert:
| Ortsname                       | Polnischer Name  | Bemerkungen                     |
| ------------------------------ | ---------------- | ------------------------------- |
| Bieberstein                    | Wólka Baranowska | 1928 nach Wiersbau eingemeindet |
| Proberg                        | Nowy Probark     |                                 |
| Wiersbau 1938–1945: Lockwinnen | Wierzbowo        |                                 |
| ab 1904: Jakobsdorf            | Jakubowo         |                                 |

### Einwohnerentwicklung
Die Einwohnerzahl Probergs entwickelte sich wie folgt:
| Jahr | Anzahl |
| ---- | ------ |
| 1867 | 793    |
| 1885 | 798    |
| 1905 | 298    |
| 1910 | 326    |
| 1933 | 335    |
| 1939 | 312    |
| 2006 | 130    |

## Religion

### Evangelische Kirche
Bis 1945 war Proberg in das Kirchspiel-Land der evangelischen Pfarrkirche Sensburg in der Kirchenprovinz Ostpreußen der Kirche der Altpreußischen Union eingegliedert. Seit 1945 gehört Nowy Probark zum Bezirk der nun St.-Trinitatis-Kirche genannten Kirche in Mrągowo in der Diözese Masuren der Evangelisch-Augsburgischen Kirche in Polen.

### Katholische Kirche
Proberg war katholischerseits vor 1945 in die St.-Adalbert-Kirche in Sensburg im Bistum Ermland eingepfarrt. Heute gehört Nowy Probark zur Pfarrei Kosewo (Kossewen, 1938 bis 1945 Rechenberg (Ostpr.)) mit der Filialgemeinde Jakubowo (Jakobsdorf), zugeordnet dem Bistum Ełk der polnischen römisch-katholischen Kirche.

## Verkehr

### Straße
Nowy Probark liegt an einer Nebenstraße, die bei Probark (Neu Proberg) von der polnischen Landesstraße 16 (einstige deutsche Reichsstraße 127) abzweigt und in südlicher Richtung bis in das Dorf Jakubowo (Jakobsdorf) führt, das bereits zur Nachbargemeinde Gmina Piecki (Peitschendorf) gehört.

### Schienen
Nowy Probark verfügt über keine Anbindung an den Schienenverkehr. Die nächstgelegenen Bahnstation war Kosewo (Kossewen, 1938 bis 1945 Rechenberg (Ostpr.)) an der einstigen Bahnstrecke Sensburg–Arys–Lyck, die aber nicht mehr befahren wird.

## Persönlichkeiten
- Günther Sokoll (* 15. Juni 1937 in Proberg), deutscher Jurist, Hauptgeschäftsführer des Hauptverbandes der gewerblichen Berufsgenossenschaften